# Theuderik I

Verdeling van het Frankische Rijk na Clovis' dood:
Theuderik I (Reims)
Chlodomer (Orléans)
Childebert I (Parijs)
Chlotarius I (Soissons)

Theuderik I (Frans: Thierry I; Salisch, Frankisch: Theoderic; Nederlands: Diederik) (ca 485 – 533) was vanaf 511 tot aan zijn dood in 533 de eerste koning van Austrasië, het oostelijke deel van het Frankische rijk, dat grotendeels door zijn vader Clovis I was veroverd. Na de dood van Clovis I in 511 werd zijn koninkrijk verdeeld onder zijn vier zonen. Theuderik was de oudste zoon van Clovis.

## Voorouders
| Voorouders van Theuderik I | Voorouders van Theuderik I               | Voorouders van Theuderik I               | Voorouders van Theuderik I               | Voorouders van Theuderik I               | Voorouders van Theuderik I                           | Voorouders van Theuderik I                           | Voorouders van Theuderik I                           | Voorouders van Theuderik I                           |
| -------------------------- | ---------------------------------------- | ---------------------------------------- | ---------------------------------------- | ---------------------------------------- | ---------------------------------------------------- | ---------------------------------------------------- | ---------------------------------------------------- | ---------------------------------------------------- |
| Overgrootouders            | Merovech (-458) ∞ ? (-)                  | Merovech (-458) ∞ ? (-)                  | Basin (-) ∞ Basina (-)                   | Basin (-) ∞ Basina (-)                   | Gundioc (456–473) ∞ ? (-)                            | Gundioc (456–473) ∞ ? (-)                            | ?(–) ∞ ? (-)                                         | ?(–) ∞ ? (-)                                         |
| Grootouders                | Childerik I (436-481) ∞ Basina (438–477) | Childerik I (436-481) ∞ Basina (438–477) | Childerik I (436-481) ∞ Basina (438–477) | Childerik I (436-481) ∞ Basina (438–477) | Chilperik II van Bourgondië (440-493) ∞ Caratene (-) | Chilperik II van Bourgondië (440-493) ∞ Caratene (-) | Chilperik II van Bourgondië (440-493) ∞ Caratene (-) | Chilperik II van Bourgondië (440-493) ∞ Caratene (-) |
| Ouders                     | Clovis I (466-511) ∞ Clothilde (480-545) | Clovis I (466-511) ∞ Clothilde (480-545) | Clovis I (466-511) ∞ Clothilde (480-545) | Clovis I (466-511) ∞ Clothilde (480-545) | Clovis I (466-511) ∞ Clothilde (480-545)             | Clovis I (466-511) ∞ Clothilde (480-545)             | Clovis I (466-511) ∞ Clothilde (480-545)             | Clovis I (466-511) ∞ Clothilde (480-545)             |
| Theuderik I (485-533)      |                                          |                                          |                                          |                                          |                                                      |                                                      |                                                      |                                                      |

## Jeugd
Theuderik was de oudste zoon van Clovis I uit een eerste huwelijk. Zijn vader hertrouwde en kreeg nog vier kinderen: Chlodomer (495-542), Childebert I (496-558), Chlotarius I (497-561) en Clothilde (502-531), zijn halfbroers en halfzus.
Toen hij ongeveer 23 jaar was, in het jaar 508, ging hij mee met zijn vader Clovis I op militaire expeditie door Aquitanië. 

## Veldslag met de Thüringers
In 511 werd hij koning van Austrasië en koos hij Reims als zijn residentie. Hij wou zijn rijk uitbreiden naar het oosten. De Thüringers stonden hem in de weg hiervoor, daarom besloot hij om hen aan te vallen samen met de hulp van zijn halfbroer Chlotarius (op dat moment 14 jaar oud en koning van een deel van het Frankische rijk). 
Volgens Gregorius van Tours was de aanleiding van de oorlog een intern conflict in Thüringen zelf. De koning van Thüringen, Hermanfred was verwikkeld in een machtsstrijd met zijn broer. Hermanfred zou uitgenodigd geweest zijn door zijn broer voor een maaltijd. De echtgenote van zijn broer zou de tafel maar voor de helft gezet hebben. Als antwoord op Hermanfred zijn verbazing zou ze geantwoord hebben: “Een koning die zich van de helft van zijn rijk laat beroven, verdient het om ook de helft van de tafel ongedekt te vinden”. 
Hierop trok Hermanfred ten strijde tegen zijn broer en vroeg de hulp aan Theuderik. De afspraak was dat Hermanfred een deel van zijn land gaf aan Theuderik. De veldtocht werd een succes. 
Hermanfred wou na de veldslag echter geen land afgeven aan Theuderik, die op deze manier een excuus had om Thüringen binnen te vallen. 

Hieronder volgt een toespraak die Theuderik gaf aan zijn manschappen, waarin hij refereert naar de vroegere Frankische overheersingen: 
“Ik vraag jullie, toon jullie boosheid over de smaad die mij is aangedaan en over de moord op jullie ouders. En denk eraan dat de Thüringers vroeger al onze voorouders gewelddadig hebben behandeld en hun veel kwaad hebben berokkend. Die hadden gijzelaars gegeven en wilden vrede met hun sluiten, maar zij brachten de gijzelaars op de vreselijkste manier om het leven. Vervolgens stortten zij zich op onze ouders en roofden al hun bezittingen. Jongens knoopten ze met de pezen van hun dijen aan bomen op en meer dan tweehonderd meisjes lieten ze een gruwelijke dood sterven. Ze bonden hun armen vast aan de nekken van paarden en hitsten die met een zweep op, de dieren stoven in alle richtingen uiteen en scheurden de meisjes aan stukken. Anderen legden ze in karrensporen van de wegen, hun armen en benen met palen aan de grond vastgenageld, waarop ze zwaarbeladen karren over hen heen lieten rijden. Toen hun botten waren gebroken, gaven ze hen als voedsel aan de honden en de vogels. En nu houdt Hermanfred zich niet aan de belofte die hij mij heeft gedaan en doet hij net alsof hij van niets weet. Maar wij strijden voor een rechtvaardige zaak. Laten we met Gods hulp tegen hen optrekken” (– Gregorius van Tours, Historien)
Met deze woorden trokken de gezamenlijke manschappen van Theuderik en Chlotarius op. Er waren valkuilen voor hen klaargezet door de Thüringers, maar deze waren onvoldoende. Ze werden vernietigend verslagen. Gregorius van Tours schreef dat de slachting zo groot was dat ze de lijken van de Thüringers konden gebruiken om de rivier te vullen en zo als brug te gebruiken. Hermanfred wist te overleven maar moest zich onderwerpen aan Theuderik. Op die manier weet Theuderik grote gebieden tussen de Elbe en de Main te veroveren. 

## Moordpogingen
Theuderik wordt door Gregorius meerdere malen afgebeeld als een boosaardige koning. 
Na de onderwerping van Hermanfred kwam er een onderhoud tussen zowel Theuderik als Hermanfred in Zülpich. Tijdens dit onderhoud maakt Hermanfred een dodelijke val van de stadsmuur. Theuderik zou hierachter gezeten hebben. 
Gregorius vertelt ons ook dat hij geprobeerd heeft om zijn halfbroer Chlotarius in de val te laten lopen om hem te vermoorden. In een ruimte waar ze overleg hadden afgesproken hadden Theuderiks mannen zich achter de gordijnen verstopt. Hun voeten zouden wel nog zichtbaar geweest zijn waardoor Chlotarius de val door had. Theuderik probeerde tevergeefs nog zijn onschuld te verdoezelen. Vanaf dan bleef er een sfeer van wantrouwen tussen de broers bestaan. 

## Romanisering
Keizer Anastasius van het Oost-Romeinse Rijk had aan Clovis I, vader van Theuderik, het consulschap verleend, waardoor er een blijvende betrekking tussen de Oost-Romeinse keizers en de Frankische vorsten is blijven bestaan. De opvolgers van Clovis I lieten zich door de Romeinen inspireren en presenteerden zich als Romeinse heersers. 
Gregorius van Tours doet voorkomen dat Theuderik minder geromaniseerd was dan hij in werkelijkheid waarschijnlijk was. De oude arena’s van Soissons en Parijs werden opgeknapt om er spelen in te houden. De bevolking merkten hoogstwaarschijnlijk het verschil niet op tussen de Romeinen en de Frankische vorsten. Theuderik trok wel ontwikkelde geestelijken en edellieden aan uit het zuiden, zoals Aquitanië, waar de Romeinse cultuur verder ontwikkeld was dan in de noordelijke gebieden. Veel barbaarse Noord-Galliërs hadden namelijk geen klassieke opvoeding genoten.

## Strooptochten in de Rijndelta
De Merovingische koningen hadden minder aandacht voor de kustgebieden, omdat ze vooral bezig waren hun macht binnen het rijk te verstevigen. Hierdoor werd het mogelijk dat Angelsaksen en Saksen zich konden vestigen in die gebieden. Uiteindelijk werden deze volkeren wel onderworpen aan het Frankische gezag met als doel als buffergebied te fungeren tegen invallen en om hen in te zetten tegen de volkeren van Brittannië. 

Toen Theuderik aan de macht kwam ondernam de Scandinavische koning Hygelac een strooptocht in de Rijndelta. Deze gebeurtenis is terug te vinden in het heldendicht Beowulf alsook in de verslagen van Gregorius van Tours. Theuderik zond zijn zoon Theudebert om Scandinaviërs tegen te houden. Hij versloeg hen en doodde Hygelac. 
Toen hij uit overmoed om ellende vroeg,
Een vete met de Friezen. Weggevoerd had hij de sieraden,
Vuurgele topazen over de volle zee,
De machtige heer; hij viel onder het schild.
Toen viel het lichaam van de vorst de Franken in handen,
En daarbij ook de halsberg, en het borstkuras.
(- Beowulf)
Het volgende dat gebeurde was dat de Denen onder leiding van hun koning Chlochilaich (Hygelac) met een vloot de zee overstaken en Gallië binnenvielen. Ze gingen aan land en verwoestten een district van het rijk van Theuderik en maakten er krijgsgevangenen. Ze laadden hun schepen vol met krijgsgevangenen en met de rest van de buit en wilden daarmee naar huis terugkeren. Maar hun koning was nog op de kust achtergebleven, totdat zijn schepen de volle zee hadden bereikt. Dan zou hij zelf volgen.
Toen Theuderik vernam dat zijn land door vreemdelingen werd verwoest, stuurde hij zijn zoon Theudebert met een sterk leger en veel oorlogsmaterieel naar het bedreigde gebied. Hij doodde de koning, versloeg de vijanden in een zeeslag en bracht alle buit weer aan land.
(Gregorius van Tours – Historiën)

## Dood en opvolging
In 533 stierf Theuderik en liet hij zijn rijk na aan zijn zoon Theudebert. Zijn ooms Childebert en Chlotarius spanden meteen samen om zijn rijk te kunnen ontnemen. Door de overwinning van Theudebert tegen de Scandinaviërs had hij zich vroegtijdig van de nodige steun kunnen verzekeren om zijn ooms te kunnen weerstaan. 